# Улан-Баторская городская железная дорога

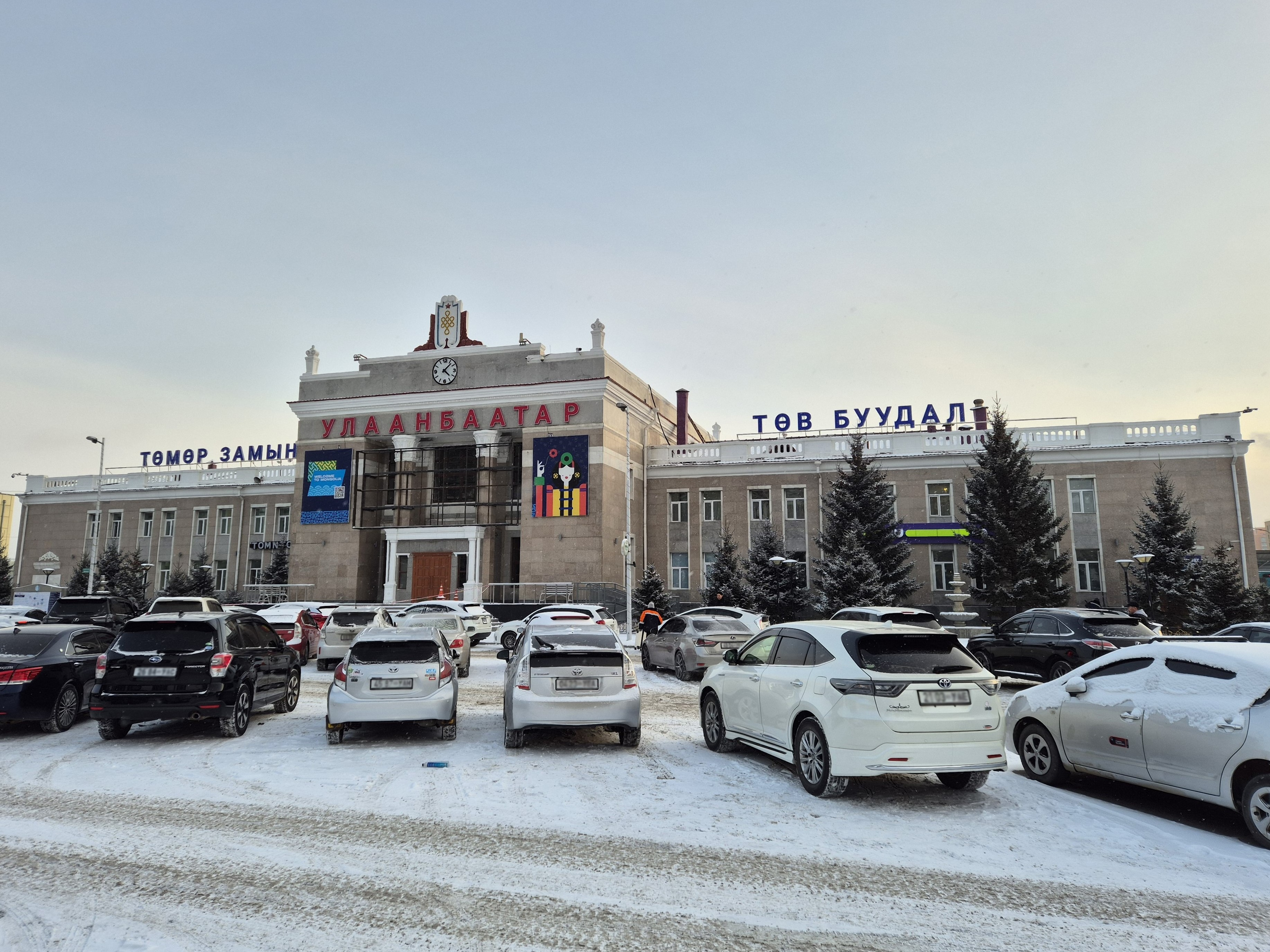
Железнодорожный вокзал Улан-Батора является центральной станцией наземного метрополитена

Улан-Баторская городская железная дорога, также известная как Улан-Баторский наземный метрополитен — система скоростного рельсового транспорта Улан-Батора. Внутригородская линия открыта 6 июня 2014 года, междугородная линия открыта 20 октября 2014 года.

## Описание
Железная дорога городской метрополии Улан-Батора, используемая как внутригородской транспорт, построенная на основе существующей железнодорожной инфраструктуры Трансмонгольской железной дороги наземного заложения, проходящей в черте города в широтном направлении.
Совместный проект мэрии Улан-Батора и Монгольского акционерного общества «Улан-Баторская железная дорога» — акционерного общества с равными долями участников в уставном капитале с российской (ОАО «РЖД») и монгольской стороны (АО «УБЖД»).
Подвижным составом Улан-Баторской городской железной дороги являются рельсовые автобусы РА2 производства Метровагонмаш, вход в вагоны расположен на одном уровне с перроном, оплата проезда соответствует другим видам внутригородского общественного транспорта Улан-Батора.

## История
Несмотря на то, что в столице Монголии Улан-Баторе имеется развитая сеть общественного транспорта, движение сильно затруднено из-за заторов. В 2014 году было принято решение создать на основе существующей железнодорожной инфраструктуры Трансмонгольской железной дороги, проходящей в черте города, городскую железную дорогу. Инициаторами создания линии выступили мэр Улан-Батора Эрдэнийн Бат-Уул и министр транспорта и дорог Монголии Амаржаргал Гансух, официальное начало работы линии Улан-Баторской городской железной дороги (6 июня) приурочено к 65-летию основания Акционерного Общества «Улан-Баторская Железная Дорога».
В начале 2014 года (февраль — май) проходила реконструкция уже существующих станций и постройка новых. 6 июня наземный метрополитен был успешно запущен.

## Схема внутригородской линии
Первой очередью строительства сооружены четыре новые промежуточные станции с низкими платформами, реконструированы две конечные станции — Толгойт и Амгалан, а также центральная станция — Улаанбаатар.
Второй очередью строительства запланировано выделение мэрией Улан-Батора земли под прокладку второго пути, устройство пешеходных переходов и автомобильных путепроводов над железнодорожными путями, строительство звукопоглощающих экранов в зоне жилой застройки.

### Список станций
| Станция       | Координаты                       |
| ------------- | -------------------------------- |
| Толгойт       | 47°54′30″ с. ш. 106°46′43″ в. д. |
| Таван шар     | 47°54′33″ с. ш. 106°49′00″ в. д. |
| Барс-2        | 47°54′32″ с. ш. 106°49′56″ в. д. |
| Вокзал        | 47°54′30″ с. ш. 106°53′02″ в. д. |
| Дунд гол      | 47°54′28″ с. ш. 106°54′39″ в. д. |
| Нарантуул зах | 47°54′26″ с. ш. 106°56′46″ в. д. |
| Жанжин клуб   | 47°54′21″ с. ш. 106°58′52″ в. д. |
| Амгалан       | 47°54′12″ с. ш. 107°00′52″ в. д. |

#### Маршруты
Время поезда в пути: от остановки Толгойт до Амгалана — 47 минут, от Амгалана до Толгойта — 45 минут.
Количество перевозимых пассажиров: 350—400 человек.
Периодичность курсирования: 3 маршрута в каждую сторону в течение дня (Толгойт — Улаанбаатар — Амгалан).
Скорость следования: до 100 км/ч.

## Схема междугородней линии
20 октября 2014 года запущено экспресс-сообщение между Улан-Батором и Дарханом с промежуточной остановкой в Зуунэхараа.

### Список станций
| Станция   | Координаты                       |
| --------- | -------------------------------- |
| Вокзал    | 47°54′30″ с. ш. 106°53′02″ в. д. |
| Зүүнхараа | 48°51′26″ с. ш. 106°27′16″ в. д. |
| Дархан    | 49°29′05″ с. ш. 105°55′50″ в. д. |

## Подвижной состав
В качестве подвижного состава используются три рельсовых автобуса РА2 производства Метровагонмаш.

## Проект строительства Улан-Баторского метрополитена
Предполагается[когда?]

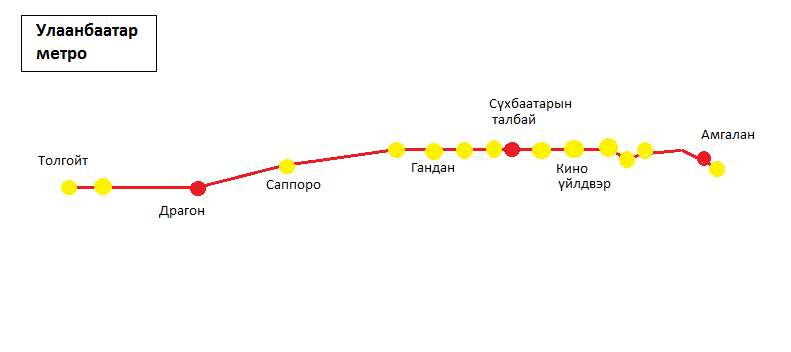
Проектная схема Улан-Баторского метрополитена

 введение в строй первой очереди Улан-Баторского метрополитена в 2020 году. Предполагается, что через центральную часть города метрополитен будет проходить под землёй, а в периферийных частях города линии метрополитена будут выходить на поверхность. Подземные части линий будут пролегать на глубине около 15 метров, надземные пройдут на высоте около 4 метров над землёй.
При проектировании линий будущего метрополитена исходили из того, что к 2030 году население Улан-Батора должно достигнуть 2,2 миллиона жителей, а транспортные потребности горожан к 2030 году утроятся в сравнении с 2010 годом. Это позволит сократить выбросы токсичных газов на 30 %, сократится число дорожно-транспортных происшествий, количество дорожных пробок уменьшится на 16 %, на 25 % вырастет эффективность использования транспортных средств.
В марте 2013 года группа проектировщиков из Японской организации международного сотрудничества (JICA) представила городским властям Улан-Батора доклад об основных параметрах сооружения метрополитена, большинство депутатов городского совета Улан-Батора поддержало данный проект. В июне 2013 года состоялась торжественная церемония начала реализации проекта сооружения Улан-Баторского метрополитена. В ходе церемонии мэр Улан-Батора Эрдэнийн Бат-Уул заявил, что «Метрополитен станет одним из крупнейших проектов, который должен сыграть важнейшую роль в развитии нашей страны. Если мы привнесём метрополитен в систему общественного транспорта, наша страна войдёт в число современных развивающихся государств. Мы тогда сможем даже начать говорить о возможности организации Олимпийских игр в Монголии».
Проектные предложения предусматривают сооружение 14 станций на линии общей протяжённостью 17,7 км от станции Толгойт до станции Амгалан с расстоянием между станциями от 800 м до 1,5 км. Если поездка на автобусе вдоль трассы будущей линии составляет около 1 часа, то время поездки на метро составит от 20 до 30 минут. Время поездки между двумя соседними станциями метро не превысит 5 минут. Стоимость проезда для пассажиров должна составить от 500 до 600 тугриков (0,25 — 0,30 долларов США) за одну поездку.
В проектных предложениях строительства Улан-Баторского метрополитена предполагается, что начиная с 2020 года пассажиропоток Улан-Баторского метрополитена должен составить 200 тыс. пассажиров в год, к 2030 году он должен возрасти до 500 тыс. пассажиров в год. Метро будет способно перевозить до 20 тыс. пассажиров в час, что в 5 раз больше в сравнении с автобусными перевозками.
Начало строительства метрополитена позволит создать 156 тысяч новых рабочих мест.
Предполагаемая стоимость строительства метро составляет, по оценкам проектировщиков, 1,5 триллиона тугриков (0,8 млрд долларов США). Правительство Японии заявило, что готово оказать финансовую помощь строительству Улан-Баторского метрополитена, предоставив кредит размером 0,6 млрд долларов США со сроком погашения 40 лет. На первом этапе правительство Японии выразило согласие выделить финансирование проектирования проекта строительства метро на сумму 47 млн долларов США; тендер на разработку проекта будет объявлен осенью 2016 года. Начало сооружения первых станций метро также предполагается[когда?]

 на 2016 год. Предполагается, что на прокладку собственно линий метро будет затрачено около 0,2 млрд долларов США.
Однако в условиях замедления темпов роста монгольской экономики, имевшего место в 2014 году, по словам посла Японии в Монголии, могут возникнуть ограничения на финансирование крупных проектов, к которым посол отнёс и проект строительства метрополитена. Однако, по словам посла, после восстановления монгольской экономики можно будет запустить проект строительства Улан-Баторского метро.